# Masashi Asada
Pour les articles homonymes, voir Asada.
Masashi Asada, né en 1979 à Tsu (Préfecture de Mie), est un photographe japonais.

## Biographie
Masashi Asada naît en 1979 à Tsu dans la Préfecture de Mie. À l’âge de 12 ans, il hérite d’un appareil photo.
En 2000 il est diplômé de l'école supérieure de l'Institut japonais de la photographie et du cinéma.
En 2010 ses travaux sont présentés pour la première fois en France.
Ses compositions sont de « pures mises en scène qui visualisent des archétypes piochés dans les souvenirs et les fictions ».
Masashi Asada est lauréat du Prix Kimura Ihei.
Le film La Famille Asada s'inspire de son destin.